# Арсенал (завод, Санкт-Петербург)
АО «Машиностроительный завод «Арсенал»» — российское промышленное предприятие, расположенное в Калининском районе Санкт-Петербурга. Является организацией госкорпорации «Роскосмос». Из-за вторжения России на Украину предприятие находится под санкциями всех стран Евросоюза, США, Великобритании и других стран.

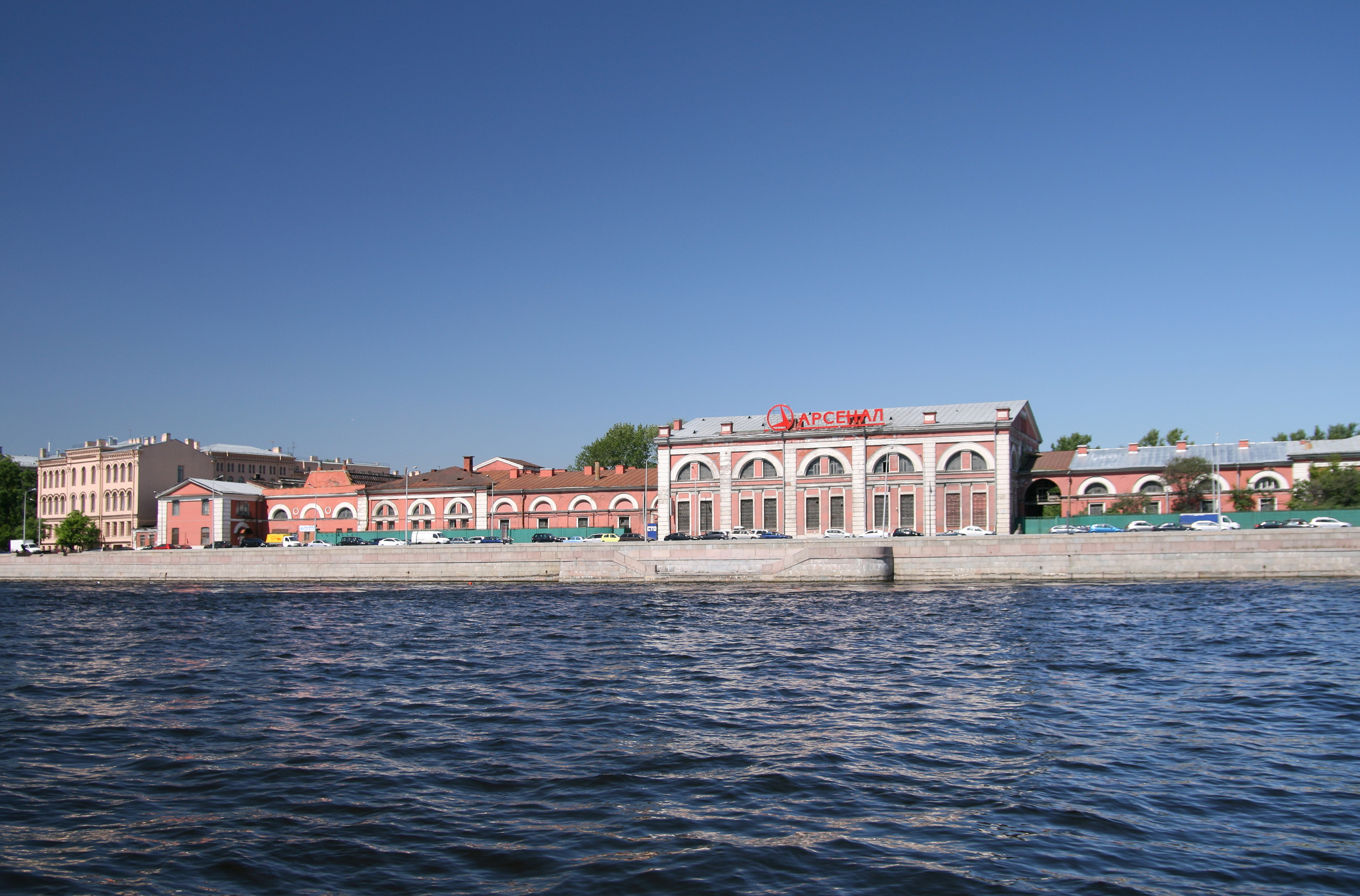
Исторические здания завода «Арсенал» на Арсенальной набережной

## История
История завода «Арсенал» началась в 1711 году, когда по указу Петра I был учреждён Пушечный литейный двор в северной столице Санкт-Петербурге, ставший основой для создания и развития российской артиллерии.
В 1850—1851 годах Литейный двор с арсеналом перевели с Литейного проспекта в новые корпуса на Выборгской стороне.
В 1871—1900 годах завод изготовил 3300 орудий разных калибров, 1100 лафетов, 2400 передков, 1500 зарядных ящиков, 25 тыс. колёс, около 74 тыс. принадлежностей и запасных частей, около 60 тыс. поверочных и лабораторных инструментов. В 1882 году значительная часть производственных мощностей была перепрофилирована на выпуск гражданской продукции — сеялок, молотилок, банкаброшных (бумагопрядильных) машин для текстильной промышленности, весов, посуды, серпов, ножей. Но в конце XIX века «Арсенал» вновь полностью перешёл на выпуск материальной части артиллерии. С 1897 года на «Арсенале» началась модернизация, связанная с переводом станков и другого оборудования на электрический привод.
Завод обеспечивал выполнение разных заказов в условиях нарастающей конкуренции с частными заводами. Максимум своих производственных мощностей по изготовлению материальной части артиллерии и её ремонту Петроградский арсенал Петра Великого (как он был назван в 1914 году) продемонстрировал в 1915—1916 годах, во время Первой мировой войны. После Октябрьской революции 1917 года завод получил название Государственный механический артиллерийский завод «Красный Арсенал».
С 1931 года завод изготовлял миномёты различных калибров, с середины 1930-х года под руководством Б. И. Шавырина на заводе проектировались и производились все основные типы советских миномётов калибром от 50 до 120 мм. Также выпускались артиллерийские установки среднего калибра.
С 1940 года предприятие называлось Машиностроительный завод «Арсенал» им. М. В. Фрунзе.
Во время Великой Отечественной войны с 11 июля 1941 года началась эвакуация части оборудования и работников в Омск. Но завод успел отправить лишь два эшелона, третий был вынужден вернуться назад, так как началась блокада Ленинграда. С августа 1941 года завод начал выпуск 45-мм противотанковых пушек, всего было их выпущено 1689 штук. В 1941 году заводом было выпущено полковых миномётов — 2966 штук, пушек казематных — 513 штук, пистолет-пулемётов ППД — 2765 штук. Часто специалисты завода выезжали на фронт и там на месте ремонтировали орудия. В результате бомбёжек и обстрелов была полностью разрушена котельная завода, были сильно повреждены кузнечный цех, компрессорная, миномётный цех, затворно-прицельный и другие цеха, были разрушены водопровод, канализация и электросеть. Завод на долгие месяцы вышел из строя. В 1942 году он был награждён орденом Трудового Красного Знамени. После прорыва блокады в 1943 году на заводе начали осваивать производство 100-мм противотанковой пушки БС-3. Почти 2000 работников завода погибли во время блокады и на фронте.
В 1949 году на базе завода было образовано Центральное конструкторское бюро № 7, на которое возлагались проектно-конструкторские работы по морской автоматической зенитной артиллерии и орудиям для укрепрайонов. В 1953 году Государственный союзный завод № 7 имени М. В. Фрунзе перешёл в ведение Министерства оборонной промышленности СССР.
В 1990-е годы завод был акционирован.
В процессе реструктуризации производства часть площадей на заводе высвободилась и территории, выходящие на Неву, сейчас не используются. Около 6 тыс. м² корпусов занимает склад. В бывших заводских корпусах постройки XIX века по адресу Арсенальная набережная, 1, которые простояли пустыми почти 10 лет, в 2021 году было открыто арт-пространство Temple of Deer.
С 2021 года предприятие запустило производство оборудования судового машиностроения (судовые краны и кран-балки, спуско-подъемные комплексы, лебедки и вьюшки, якорно-швартовные шпили, кран манипулятор СКП 3-12)

## Собственность
Структура акционерного капитала на 2012 года была следующей: 30,57 % — у Михаила Сапего (председатель совета директоров), 7,89 % — у государства, 16,45 % (пакет арестован) — у юридической фирмы «Бизнес партнер», почти 13 % — у Елены Юриной, 18 % — у Ирины Курчановой, около 15 % — у ряда физических лиц. В ноябре 2013 года топ-менеджмент предприятия выкупил 63 % акций завода у Михаила Сапего, и контроль над заводом получил Михаил Гуцериев (в начале 2014 года он напрямую вошел в состав акционеров предприятия с долей 24,99 %). В 2018 году Гуцериев продал свою долю. Новыми акционерами стали Сергей Саруев (24,99 %), Феликс Длин (24,99 %) и ООО «АктивИнвест» (20 %).

## Продукция
Сегодня основными направлениями деятельности предприятия являются производство космических аппаратов и морских артиллерийских и пусковых установок. «Арсенал» участвует в конструировании и производстве многих образцов вооружений, аппаратов, промышленной техники. Гордостью завода являются:
- Корабельные автоматические артиллерийские и пусковые ракетные установки: СМ-21-ЗИФ, АК-725, АК-726, АК-100, АК-130, ЗИФ-75, ЗИФ-101, ПК-16, ЗИФ-121, ЗИФ-122.
- Ракетные двигатели на твердом топливе, баллистические ракеты, боевые ракетные комплексы: РТ-15, РТ-2П, Р-31.
- Космическая техника, космические аппараты и космические комплексы: КА УС-А с ЯЭУ «Бук», КА УС-ПУ, КА УС-ПУ с НА «Конус-А», КА УС-АМ с ЯЭУ «Бук-3», КА «Плазма-А» с ЯЭУ «Топаз», КА Кобальт и Кобальт-М[20].
- судовые краны и кран-балки, спуско-подъемные комплексы, лебедки и вьюшки, якорно-швартовные шпили, кран манипулятор СКП 3-12[16][17]

В настоящее время машиностроительный завод «Арсенал» является лидером на российском рынке в области изготовления современных артиллерийских изделий и пусковых установок для флота ВС России и других государств (Индия, Китай, Вьетнам, Индонезия). Сегодня каждый второй российский военный корабль оснащён артиллерийскими установками производства МЗ «Арсенал».
Для космической отрасли МЗ «Арсенал» изготавливает аппараты, предназначенные для радиофизических исследований земной поверхности, а также для исследования физики распространения электромагнитных волн. Кроме того, предприятие серийно производит мощные электрогидравлические цифровые рулевые приводы для управления вектором тяги российских жидкостно-ракетных двигателей РД-180, использующихся на американских ракетах-носителях серии «Атлас». РД-180, разработанный ОАО «НПО „Энергомаш“», стал первым российским ракетным двигателем, получившим сертификацию для использования на американских ракетах-носителях.
С 2014 года начата эксплуатация космических аппаратов «Ресурс-П» с научной аппаратурой «Нуклон», для которой КБ «Арсенал» и ОАО «МЗ Арсенал» разработали и произвели гермоконтейнер.